# Ectropothecium suburceolatum
Ectropothecium suburceolatum là một loài Rêu trong họ Hypnaceae. Loài này được (Hampe & Lorentz) A. Jaeger mô tả khoa học đầu tiên năm 1880.